# Marceli Popławski

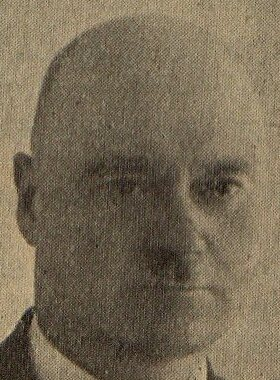
Marceli Poplawski (1939)

Marceli Feliks Popławski (* 22. Juli 1882 [abweichend 22. Juni 1882] in Pieńkówka; † 1. Mai 1948 in Łódź) war ein polnischer Komponist, Geiger, Dirigent und Musikpädagoge.
Popławski studierte nach dem Abitur in Schytomyr von 1900 bis 1903 zunächst an der polytechnischen, dann an der juristischen Fakultät der Universität Kiew. Von 1903 bis 1907 besuchte er die Musikschule der Stadt, danach setzte er seine Ausbildung am Leipziger Konservatorium fort. Dort erhielt er ab 1908 Unterricht von u. a. Max Reger und Hans Sitt. 1910 beendete er sein Studium und erhielt das Diplom (mit Auszeichnung) als Komponist und das Virtuosen-Diplom in der Geigenklasse. Seine Kompositionsstudien setzte er später bei Vincent d’Indy in Paris und Alexander Glasunow in Sankt Petersburg fort.
1912 wurde er Geigenprofessor an er Musikschule der Kaiserlichen Musikgesellschaft in Jarosław an der Wolga. Mit Jarosław Iwaszkiewicz, Mieczysław Szpakiewicz, Stanisław Kwaskowski und anderen gründete er 1917 in Kiew das Theater Studyo, für das er als Komponist und Musikdirektor arbeitete. 1921 wurde er musikalischer Leiter des Nationaltheaters in Toruń. 1923 übernahm er die Aufgaben des Direktors des Konservatoriums der Stadt und des künstlerischen Direktors der Pommerschen Musikgesellschaft (Pomorski Towarzystwo Muzyczny) sowie eines Professors der Violinenklasse. Im Jahr 1932 verließ er Toruń und lebte zunächst in Równe, dann in Warschau. Nach dem Krieg leitete er die Musikschule in Pabianice. Der größte Teil seiner Kompositionen ging während der zwei Weltkriege verloren.